# 哀的美敦書 (歌曲)
〈哀的美敦書〉（英語："Ultimatum"）是香港樂隊Dear Jane的單曲，於2020年6月23日由香港華納作數位發行，其後收錄於樂隊的專輯《Limerence》。歌曲推出後獲得熱烈回響，成為903專業推介、中文歌曲龍虎榜與Chill Club 推介三台冠軍歌，並最高登上新城勁爆流行榜亞軍位置。樂隊其後亦憑著歌曲贏得2020年JOOX TOP聽推介頒獎禮的「年度TOP聽推介．本地歌曲 第七位」。

## 創作、發行
歌名「哀的美敦書」是「最後通牒」的意思，在這首歌延伸為主角在單方面付出的關係不堪疲累，最後只好給對方「最後通牒」，尋求對方回應，否則放棄這段關係。
Dear Jane在訪談指雖然於同年3月推出的〈銀河修理員〉回響比〈哀的美敦書〉熱烈，但其實前者原非專輯重點作品，而只是引子，唱片公司和樂隊四人都將重心放在後者。這首歌收錄在Dear Jane的新專輯《Limerence》中。他們在這張專輯中首次跟填詞人黃偉文合作。專輯中除了〈哀的美敦書〉，還有〈銀河修理員〉和〈最後一間唱片舖〉都是由黃偉文填詞的。〈哀的美敦書〉的樣本歌曲早在2016年推出〈哪裡只得我共你〉等「愛情三部曲」後就已經完成，但一直未有機會推出。負責作曲的Howie當時將這首歌暫時命名為〈Sadness〉。在2019年年尾，唱片公司告知Dear Jane可以開始籌備專輯後，他們才有機會將這首歌公開。這首歌是他們將《Limerence》設定為全情歌大碟的原因：他們指這首歌是他們近年很少推出的「Dear Jane式流行搖滾抒情歌」，「大家的想法是，要不不做，不然便玩到盡，直接整張專輯都是情歌」。
〈哀的美敦書〉原非情歌，而是關於抑鬱症的歌曲。不過，由於樣本歌曲的歌曲過於悲觀，他們也不熟悉抑鬱症這個主題，因此在黃偉文的建議下，將歌曲改造為一首「兵歌」。Dear Jane在訪問指這首歌是Howie的親身經歷。
音樂錄影帶（MV）的女主角由譚旻萱飾演。男主角曾於〈銀河修理員〉MV中飾演車房的客人。

## 迴響
〈哀的美敦書〉的回響雖不如〈銀河修理員〉熱烈，但亦屬不俗。歌曲推出後成為多個音樂排行榜的冠軍歌曲，也贏得2020年JOOX TOP聽推介頒獎禮的「年度TOP聽推介．本地歌曲 第七位」。此外，在2020年成為音樂串流平台KKBOX在當年串流量第7高的香港歌曲，其MV亦成為2020年YouTube香港區觀看次數第6多的MV。截至2021年5月，MV在YouTube的累積觀看次數超過400萬次。

## 歌曲列表
| 線上下載 串流媒體 | 線上下載 串流媒體 | 線上下載 串流媒體 |
| 曲序              | 曲目              | 时长              |
| ----------------- | ----------------- | ----------------- |
| 1.                | 哀的美敦書        | 4:29              |

## 製作團隊
資料來自〈哀的美敦書〉音樂錄影帶於YouTube的說明文字。
- 作曲：Howie@Dear Jane
- 填詞：黃偉文
- 編曲：Dear Jane / 黃兆銘
- 監製：Howie@Dear Jane / Tim@Dear Jane / 關禮琛

## 榜單
| 週榜單（2020年）        | 最高 名次 |
| ----------------------- | --------- |
| 香港（903專業推介）     | 1         |
| 香港（中文歌曲龍虎榜）  | 1         |
| 香港（新城勁爆流行榜）  | 2         |
| 香港（Chill Club 推介） | 1         |

## 獎項
| 年份   | 頒獎禮                   | 獎項                           | 結果 | 來源   |
| ------ | ------------------------ | ------------------------------ | ---- | ------ |
| 2020年 | 《JOOX TOP聽推介頒獎禮》 | 年度TOP聽推介．本地歌曲 第七位 | 獲獎 | [ 14 ] |

由於〈銀河修理員〉推出時「Chill Club 推介榜」尚未成立，因此不獲《Chill Club 推介榜年度推介20/21》參選資格。Dear Jane改以〈哀的美敦書〉角逐獎項，未能打進頭十名。

## 資料來源
1. 1 2  豬力標. . KKBOX. 2020-06-23  [2021-05-09]. （原始内容存档于2021-05-09）.
2. ↑  鄺鈺瑩. . 香港01. 2020-12-30  [2021-05-06]. （原始内容存档于2021-05-11）.
3. 1 2 3  豬力標. . KKBOX. 2020-12-21  [2021-05-09]. （原始内容存档于2021-05-09）.
4. ↑  Nic Wong. . JET. 2020-08-07  [2021-05-09]. （原始内容存档于2020-09-21）.
5. ↑  . AM730. 2020-07-13  [2021-05-09]. （原始内容存档于2021-05-12）.
6. ↑  葉詩. . 香港01. 2021-01-30  [2021-05-09]. （原始内容存档于2021-02-13）.
7. ↑  . KKBOX. 2021-01-04  [2021-05-06]. （原始内容存档于2021-05-07）.
8. ↑  ada. . 瑪利嘉兒. 2020-12-13  [2021-05-07]. （原始内容存档于2021-05-07）.
9. 1 2  . Dear Jane於YouTube. 2020-06-22  [2021-05-06]. （原始内容存档于2021-05-07）.
10. ↑  . 檸音樂. 2020-09-19  [2021-05-06]. （原始内容存档于2021-05-06）.
11. ↑  . 檸音樂. 2020-08-22  [2021-05-06]. （原始内容存档于2021-05-05）.
12. ↑  . 檸音樂. 2020-08-15  [2021-05-06]. （原始内容存档于2021-05-06）.
13. ↑  . ViuTV於Facebook. 2020-07-27  [2021-05-05]. （原始内容存档于2021-05-12）.
14. ↑  . TechApple. 2021-01-25  [2021-05-06]. （原始内容存档于2021-05-11）.
15. ↑  劉傳謙. . 香港01. 2021-04-08  [2021-05-06]. （原始内容存档于2021-05-06）.

## 外部連結
- YouTube上的〈哀的美敦書〉MV